# Caupolicana albiventris
Caupolicana albiventris is een vliesvleugelig insect uit de familie Colletidae. De wetenschappelijke naam van de soort is voor het eerst geldig gepubliceerd in 1904 door Friese.